# Auto Union AG
Die Auto Union AG wurde während der Weimarer Republik 1932 als staatlicher Automobilkonzern des Landes Sachsen gegründet. Er entstand aus der Fusion des Kleinwagen- und Motorradproduzenten Zschopauer Motorenwerke J. S. Rasmussen (DKW) mit seiner Tochtergesellschaft Audiwerke AG Zwickau, der Horchwerke AG (ebenfalls Zwickau) und dem Automobilwerk Siegmar der Wanderer-Werke in Schönau bei Chemnitz. Im Juni 1932 wurde der Konzern in das Handelsregister in Chemnitz eingetragen. Die Hauptverwaltung war anfangs im DKW-Stammwerk Zschopau und nicht am Firmensitz in Chemnitz. Sie wurde erst 1936 in die umgebauten und erweiterten Gebäude der ehemaligen Chemnitzer Presto-Werke verlegt.
Das Firmenzeichen mit den ineinander verschlungenen Ringen symbolisierte den Zusammenschluss der vier Marken Audi, DKW, Horch und Wanderer, die jedoch eigenständig blieben. Allein die zwischen 1934 und 1939 bei Horch in Zwickau entwickelten Grand-Prix-Rennwagen trugen den Namen „Auto Union“.
Vor dem Zweiten Weltkrieg war der Auto-Union-Konzern zweitgrößter deutscher Automobilproduzent nach der Adam Opel AG.

## Geschichte der Auto Union AG

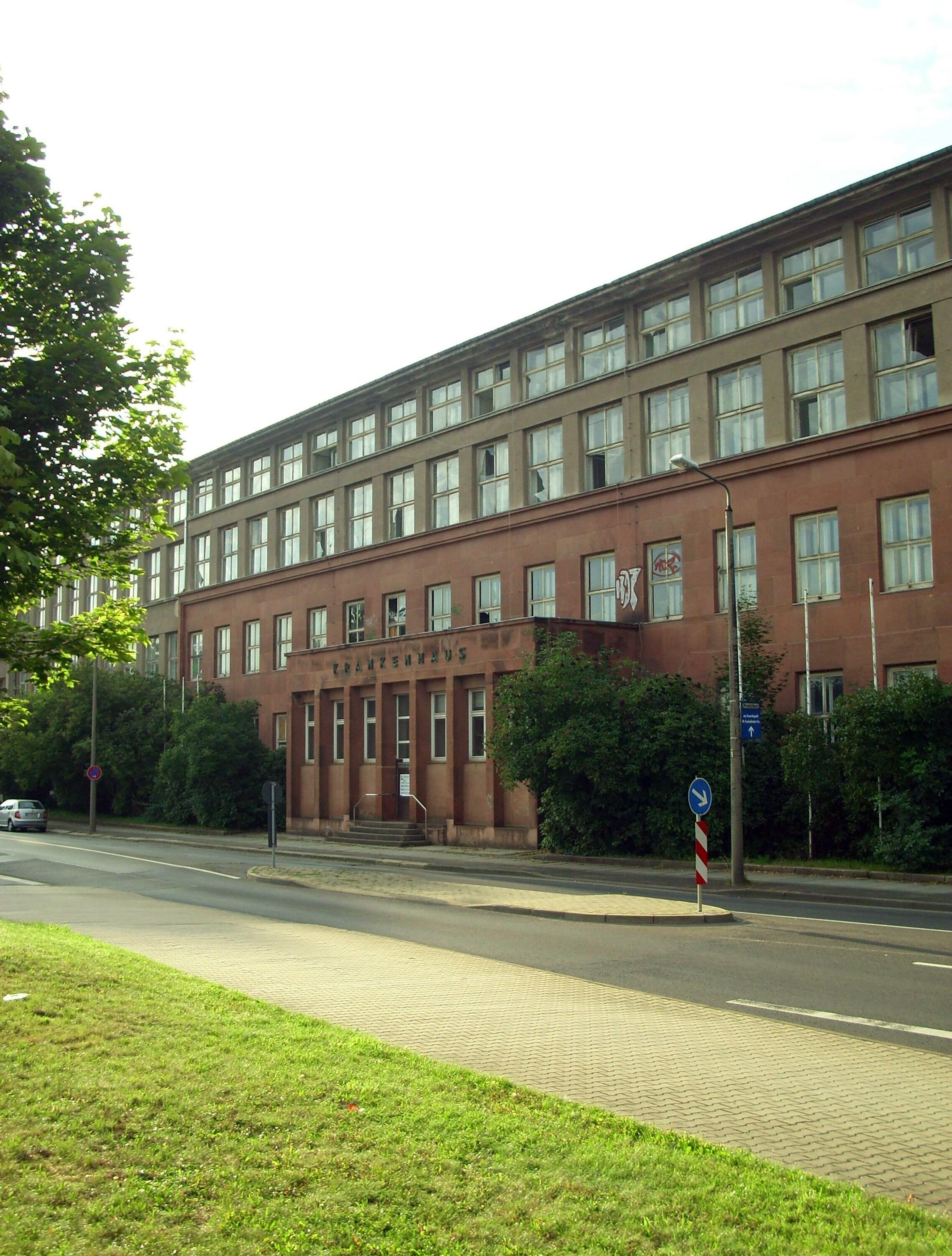
Die ehemalige Unternehmenszentrale in Chemnitz (Architektur: Karl Johann Benirschke; Innenausbau: Erich Basarke)

|  |  |  |  |  |  |  |  |  |  |  |  |  |  |  |  |  |  |  |  |  |  |  |  |  |  |  |  |  |  |
|  |  |  |  |  |  |  |  |  |  |  |  |  |  |  |  |  |  |  |  |  |  |  |  |  |  |  |  |  |  |
|  |  |  |  |  |  |  |  |  |  |  |  |  |  |  |  |  |  |  |  |  |  |  |  |  |  |  |  |  |  |

|  |  |  |  |  |  |

### Weltwirtschaftskrise und Gründung des staatlichen Automobilkonzerns
Die Zschopauer Motorenwerke J. S. Rasmussen AG war 1928 mit 65.000 produzierten Motorrädern größter Motorradhersteller der Welt. Im selben Jahr übernahm deren Inhaber Jørgen Skafte Rasmussen mit Krediten der Sächsischen Staatsbank die Aktienmehrheit der Audiwerke AG in Zwickau. Im Zuge der Weltwirtschaftskrise geriet Rasmussens Konzern Anfang der 1930er Jahre in eine angespannte Finanzlage. Die Sächsische Staatsbank, die ihrerseits seit 1929 mit 25 % an der Zschopauer Motorenwerke AG beteiligt war, sperrte sich weiteren Krediten. Rasmussen und Richard Bruhn, Vertrauensmann der Staatsbank, entwickelten daraufhin den Plan, die Zschopauer Motorenwerke mit ihrer Tochter Audi und der ebenfalls in Schieflage geratenen Horchwerke AG zu vereinigen. Zusätzlich war es möglich, mit den Wanderer-Werken in Schönau bei Chemnitz einen Pachtvertrag auf zehn Jahre für das moderne, erst fünf Jahre zuvor in Betrieb genommene, Fahrzeugwerk Siegmar (Südstraße 17, heute Jagdschänkenstraße) abzuschließen. Daneben gab es noch Verhandlungen über die Einbeziehung von Hanomag und Brennabor, die jedoch nicht zum Erfolg führten. Süddeutsche Unternehmen der Kraftfahrtzeugindustrie protestierten gegen die Pläne zur Auto Union. Am 8. Januar 1932 legte Reinhold Maier als Wirtschaftsminister des Freistaates Württemberg bei der Reichsregierung Beschwerde gegen die Protektion der Auto Union durch das Land Sachsen ein. Nach Rückfragen, Stellungnahmen und Prüfungen kam man von Seiten der Reichsregierung zu der Haltung, dass die Konsolidierung der sächsischen Kraftfahrzeugindustrie „vom gesamtdeutschen Standpunkt aus als den Anfang der Rationalisierungsmaßnahmen“ betrachtet werden kann, der „zur Gesundung der deutschen Kraftwagenindustrie“ einen unverzichtbaren Beitrag leisten könne.
Am 29. Juni 1932 wurde rückwirkend zum 1. November 1931 die Auto Union AG gegründet und in das Handelsregister des Amtsgerichts Chemnitz eingetragen. Die vorher sanierten und umstrukturierten Zschopauer Motorenwerke waren als nunmehrige Auto Union AG aufnehmendes Unternehmen für die beiden zuvor entschuldeten Kapitalgesellschaften Audi und Horch, die als selbstständige Marken weiter existierten, jedoch mit der Konzerngründung im Zuge eines Aktientausches als Unternehmen de facto aufgelöst und zu Teilen des neuen Konzerns wurden. Die zwei Aktiengesellschaften Horch und Audi waren damit nicht mehr existent und beide Fahrzeughersteller wurden als Auto Union AG, Werk Horch bzw. Auto Union AG, Werk Audi weitergeführt. Auto-Union-Firmenzeichen waren die vier ineinander verschlungenen Ringe als Symbol für die Marken Audi, DKW, Horch und Wanderer.
Als ordentliche Vorstandsmitglieder wurden berufen: Richard Bruhn (Sächsische Staatsbank, Vorstandsvorsitzender), Claus Detlof von Oertzen (Wanderer Werke, Bereiche Gesamtverkauf, Öffentlichkeitsarbeit, Behörden, bis 1935) sowie Jörgen Skafte Rasmussen (DKW, Bereich Technik, bis 1934). Als stellvertretende Vorstandsmitglieder wurden berufen: Carl Hahn (DKW, Bereich Verkauf) und William Werner (Horch, Bereich Technik, ab 1934 ordentliches Vorstandsmitglied).
Mit Gründung der Auto Union war als Unternehmenssitz Chemnitz festgelegt worden. Nur unter dieser Bedingung hatte sich die Stadt Chemnitz mit einem Aktienkapital von 750.000 Reichsmark an der Gesellschaft beteiligt. Die Hauptverwaltung blieb dennoch bis 1936 in Zschopau im DKW-Werk und wurde erst 1936 nach Chemnitz in das ehemalige Verwaltungsgebäude der Presto-Werke verlegt. Nach der Sächsischen Staatsbank (und damit dem sächsischen Staat) war die Stadt Chemnitz zweitgrößter Aktionär. Bei der Staatsbank befanden sich zunächst 75 % und bald 90 % des Aktienkapitals des neuen Konzerns.
Der wirtschaftliche Erfolg der Auto Union AG gründete sich vordergründig auf einem umfassenden und marktgerechten Typenprogramm – vom Kraftrad der Marke DKW bis hin zu Luxus-Pkws der Marke Horch. Forschung und Entwicklung wurden konzernweit in Chemnitz gebündelt sowie eine markenübergreifende Fertigungsrationalisierung eingeleitet, um kostengünstiger als Mitbewerber anzubieten.
In den 1930er-Jahren begann der Export und der Vertrieb der Auto-Union-Marken in Österreich über den Generalvertreter Fritz Tarbuk, einen vormaligen Offizier der k. u. k. Kriegsmarine, der seit 1920 in Wien ein Automobilhandelsunternehmen für verschiedene Hersteller betrieb. Die Auto Union AG hatte 1934 einen Umsatzanteil von ca. 22 % am Personenwagengeschäft. Sie stand damit nach der Adam Opel AG mit 41 % an zweiter Stelle. Den kleinsten Umsatz im Gesamtkonzern hatte die Marke Audi. Die Umsatzanteile der einzelnen Marken an der gesamten Automobilproduktion 1938 betrugen in Deutschland: DKW 17,9 %, Wanderer 4,4 %, Horch 1,0 % und Audi 0,1 %. Der Umsatz entwickelte sich von 65 Millionen Reichsmark im Jahr 1933 auf rund 273 Millionen Reichsmark im Jahr 1939, wobei 1939 jeweils rund 61.000 Personenkraftwagen und DKW Krafträder produziert wurden. Das Zschopauer Werk DKW, seinerzeit der weltgrößte Motorradhersteller, fertigte Motorräder der Marke DKW und Zweitaktmotoren für die DKW-Pkw. Mit den im Zwickauer Werk Audi produzierten preiswerten DKW „Frontwagen“ begann die Volksmotorisierung in Deutschland. Die größeren DKW-Wagen mit Hinterradantrieb kamen aus dem Berliner Werk Spandau. Das Mittelklassesegment der Auto Union AG waren die Wanderer-Modelle aus dem Werk Siegmar bei Chemnitz. Die Marke Audi bot Fahrzeuge der oberen Mittelklasse mit Frontantrieb an (außer Audi 920), die im Zwickauer Werk Horch produziert wurden. Die Marke Horch wiederum vereinigte Prestige und Tradition und hatte im Deutschen Reich der 1930er Jahre mit mehr als 50 % den höchsten Marktanteil in der Luxusklasse. Die Zahl der Auto-Union-Beschäftigten wuchs von rund 8.000 im Jahr 1932 auf 23.000 Mitarbeiter im Jahr 1938.

### Grand-Prix-Rennsport

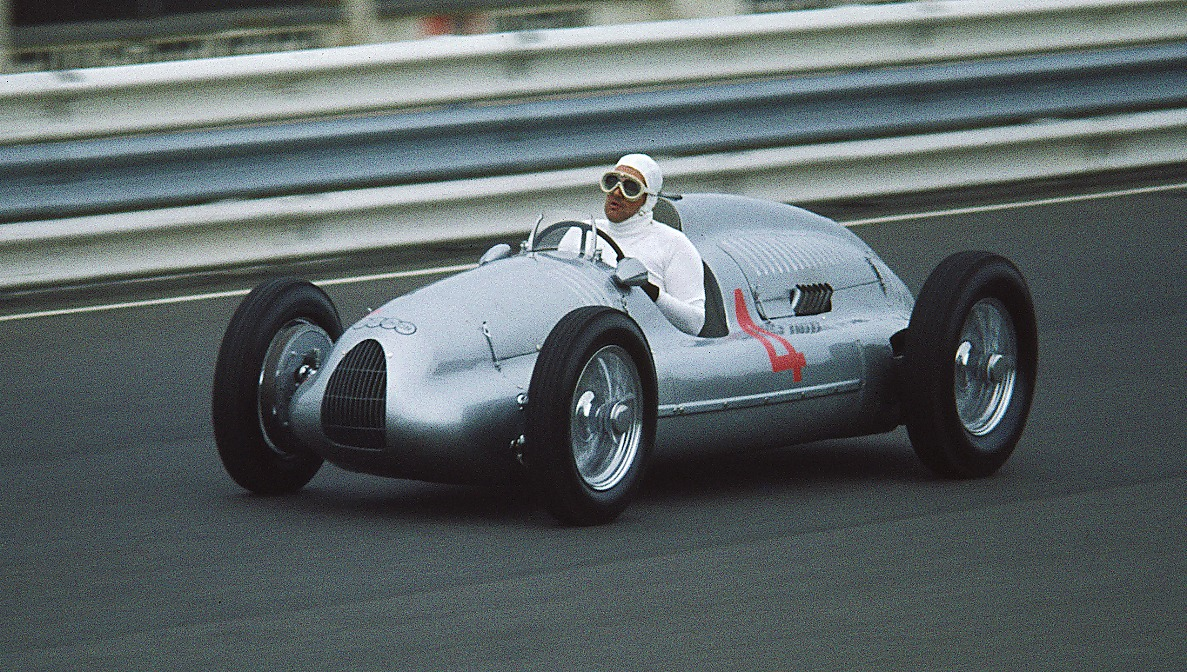
Auto Union Typ D, Grand-Prix-Rennwagen von 1939 mit Doppelkompressor-V12-Motor,
3 Liter Hubraum, 485 PS.

Die Entwicklung der Auto-Union-Rennabteilung bei Horch in Zwickau leitete von 1934 bis 1937 Ferdinand Porsche. Ab 1938 war Robert Eberan von Eberhorst Leiter der Rennabteilung. Die Mittelmotorwagen der Silberpfeil-Ära (1934 bis 1939) waren die einzigen Konkurrenten, die die Mercedes-Benz-Rennwagen besiegen konnten. Bernd Rosemeyer, Hans Stuck, Ernst von Delius, Rudolf Hasse, Hermann Paul Müller und Tazio Nuvolari waren die Fahrer. 1936 gewann Rosemeyer auf Auto Union die Grand-Prix-Europameisterschaft.
Der Auto-Union-Rennwagen Typ A mit Sechzehnzylinder-V-Motor war einer der ersten und der erste erfolgreiche Mittelmotor-Rennwagen. Hierbei war das Antriebsaggregat hinter dem Fahrer angeordnet, ein technisches Konzept, das sich bis heute im Hochleistungsrennsport gehalten hat. Die Grand-Prix-Rennwagen der Typen A bis D (1934–1939) waren technisch ihrer Zeit weit voraus, jedoch schwer zu beherrschen und erforderten höchstes fahrerisches Können. Der Aufwand der Auto Union AG für die Beteiligung am Rennsport betrug zwischen 1933 und 1942, als alle Entwicklungsarbeiten eingestellt wurden, mehr als 14 Millionen Reichsmark. Staatliche Beihilfen deckten zu etwa 20 Prozent die Kosten. Relativ gesehen war das nicht einmal ein Prozent des Gesamtumsatzes der Auto Union AG. Die Grand-Prix-Rennwagen stehen bis heute für Qualitätsarbeit und Innovationskraft des Konzerns.

### Kriegswirtschaft, Kriegsende und Auflösung der Auto Union AG
Zu weitreichenden Veränderungen im Unternehmen führte der Zweite Weltkrieg. Die Auto Union AG wurde ein Rüstungskonzern. Für die Wehrmacht fertigte das DKW-Stammwerk Zschopau ab Mai 1940 stationäre und mobile Stromerzeugungsaggregate, Zweitakt-Motorradmotoren sowie komplette DKW-Militär-Kräder (DKW RT 125-1, DKW NZ 350-1). Die Produktion von Flugabwehrgeschützen (2-cm-Vierlingsflak) und des Allrad-Lkw Steyr 1500A erfolgte bei Audi in Zwickau, wo das größte Konzernwerk Horch Torpedos, Kübelwagen (Horch 830 R), mittlere (Horch 901) und schwere (Horch 108) Einheits-Pkw, Fahrgestelle für leichte gepanzerte Späh- und Funkwagen (Sd.Kfz. 221/222/223/260/261), Maybach-Panzermotoren (Typ HL 42) sowie leichte Zugkraftwagen (Sd.Kfz. 11) herstellte. Das Werk Siegmar baute neben mittleren Einheits-Pkw vom Typ Wanderer 901 auch Torpedos, Maschinengewehre, Geschütze und ab Ende 1943 auch Maybach-V12-Panzermotoren vom Typ HL 230. Nur in geringem Umfang fand noch eine „zivile“ Produktion statt.
Im Rahmen der Aufrüstung der Wehrmacht gründete die Auto Union AG im Jahre 1935 die Mitteldeutschen Motorenwerke (MiMo). Die Finanzierung des Flugmotorenwerkes bei Taucha erfolgte durch die staatliche Luftfahrtkontor GmbH (ab 1940: Bank der Deutschen Luftfahrt). 1940 konnte die Auto Union AG das Werk komplett übernehmen. Der wichtigste Motor in der Fertigung war zwischen 1938 und 1943 der Junkers Jumo 211, gefolgt vom Jumo 213. Im Jahr 1942 baute die Auto-Union-Tochtergesellschaft 4675 Junkers-Flugmotoren bei rund 161 Millionen Reichsmark Umsatz, was zirka 36 % des gesamten Konzernumsatzes ausmachte. Gegen Kriegsende waren bis zu 7000 Personen, insbesondere Zwangsarbeiter, im drittgrößten Konzernwerk beschäftigt.
Am 17. April 1945 besetzte die 3. US-Armee Zwickau. In den dortigen Werken der Auto Union AG kam die Produktion zum Erliegen. Als die Amerikaner Ende Juni 1945 aus Thüringen und Südwestsachsen nach Bayern abgezogen waren, lagen auch diese Unternehmensteile – wie bereits die Konzernzentrale in Chemnitz – in der sowjetischen Besatzungszone.

## Sequestrierung der Produktionsstätten in der SBZ, Bildung und Aufbau Volkseigener Betriebe
Die Sowjetische Militäradministration in Deutschland (SMAD) ordnete bereits im August die Demontage von Produktionsanlagen an, und man begann als Teil der Reparationsleistungen mit dem Abtransport von Maschinen in die Sowjetunion. Mit Erlass des Befehls 124 der SMAD vom 30. Oktober 1945 wurden dann alle größeren Unternehmen in der sowjetischen Besatzungszone sequestriert. Nach dem von der SED-dominierten Landesverwaltung in Sachsen durchgeführten Volksentscheid vom 30. Juni 1946 wurde das Vermögen der Naziaktivisten und Kriegsverbrecher eingezogen. Im Zuge der Organisation der volkseigenen Industrie entstanden in Sachsen im Juni 1946 zur Leitung der zugehörigen Betriebe Industrieverwaltungen, die der Hauptverwaltung der landeseigenen/volkseigenen Betriebe des Ministeriums für Wirtschaft und Wirtschaftsplanung unterstanden und die bis zum Sommer 1948 existierten. Nach kurzer treuhänderischer Verwaltung durch die Sächsischen Aufbauwerke GmbH (SAW) wurde im Juli 1946 in Chemnitz die „Industrieverwaltung 19 – Fahrzeugbau“ gegründet, woraus auch später der Industrie-Verband Fahrzeugbau (IFA) hervorging, in dem alle Kraftfahrzeughersteller der DDR zusammengefasst wurden.
Mit dem Befehl 201 der SMAD vom 19. Oktober 1947 wurden in den Kreisen Entnazifizierungskommissionen gebildet. Diese parteipolitisch sehr einseitig zusammengesetzten Kammern hatten zu prüfen, welche Parteimitglieder aktive Nazis (belastete Personen) bzw. welche nur Mitläufer oder sogar Regimekritiker waren (unbelastete Personen). Danach sollten nur belastete Personen mit Vermögensentzug bestraft werden. Schließlich wurden mit dem Befehl 64 der SMAD vom 17. April 1948 weitere Sequestrierungen verboten. Im Juli 1948 wurden auf der Grundlage des Befehls 76 der SMAD Vereinigungen Volkseigener Betriebe (VVB) geschaffen, denn die staatseigenen Unternehmen sollten zerschlagen werden. Im Gegensatz zur gängigen Praxis in der Trizone wurde am 17. August 1948 die Kapitalgesellschaft Auto Union AG im Handelsregister Chemnitz gelöscht. Damit wurden die Rechte an den Marken Audi, DKW, Horch und Wanderer aufgegeben und der Weg für die Gründung einer neuen Auto Union GmbH in Westdeutschland frei.
Aus den Werken der großen Marken der Auto Union AG entstanden 1948 sogenannte Volkseigene Betriebe (VEB):
- Aus den Audi-Werken wurden der VEB Kraftfahrzeugwerk Audi Zwickau gebildet, später VEB Automobilwerk Zwickau (AWZ).
- Die Fertigungsanlagen des DKW-Stammwerks in Zschopau wurden bis 1946 zunächst komplett demontiert. 1946 wurde zunächst des IFA-Motorradwerk Zschopau gegründet und ab 1949 mit Neuaufbau von Produktionsanlagen am alten Ort begonnen. Ab 1953 firmierte das Werk als VEB Motorradwerk Zschopau (MZ).
- Aus den Horch-Werken wurde der VEB Horch Kraftfahrzeug- und Motorenwerke Zwickau und daraus 1957 der VEB Sachsenring Kraftfahrzeug- und Motorenwerke Zwickau gebildet.
- Die Wanderer-Werke wurden nach der Demontage als VEB Büromaschinenwerk Chemnitz (Wanderer-Continental) und VEB Werkzeugmaschinenbau Chemnitz (Heckert) weitergeführt (Chemnitz von 1953 bis 1990: Karl-Marx-Stadt).
- Mit den Anlagen am Unternehmenssitz in Chemnitz wurde der VEB Barkas-Werke Karl-Marx-Stadt aufgebaut.

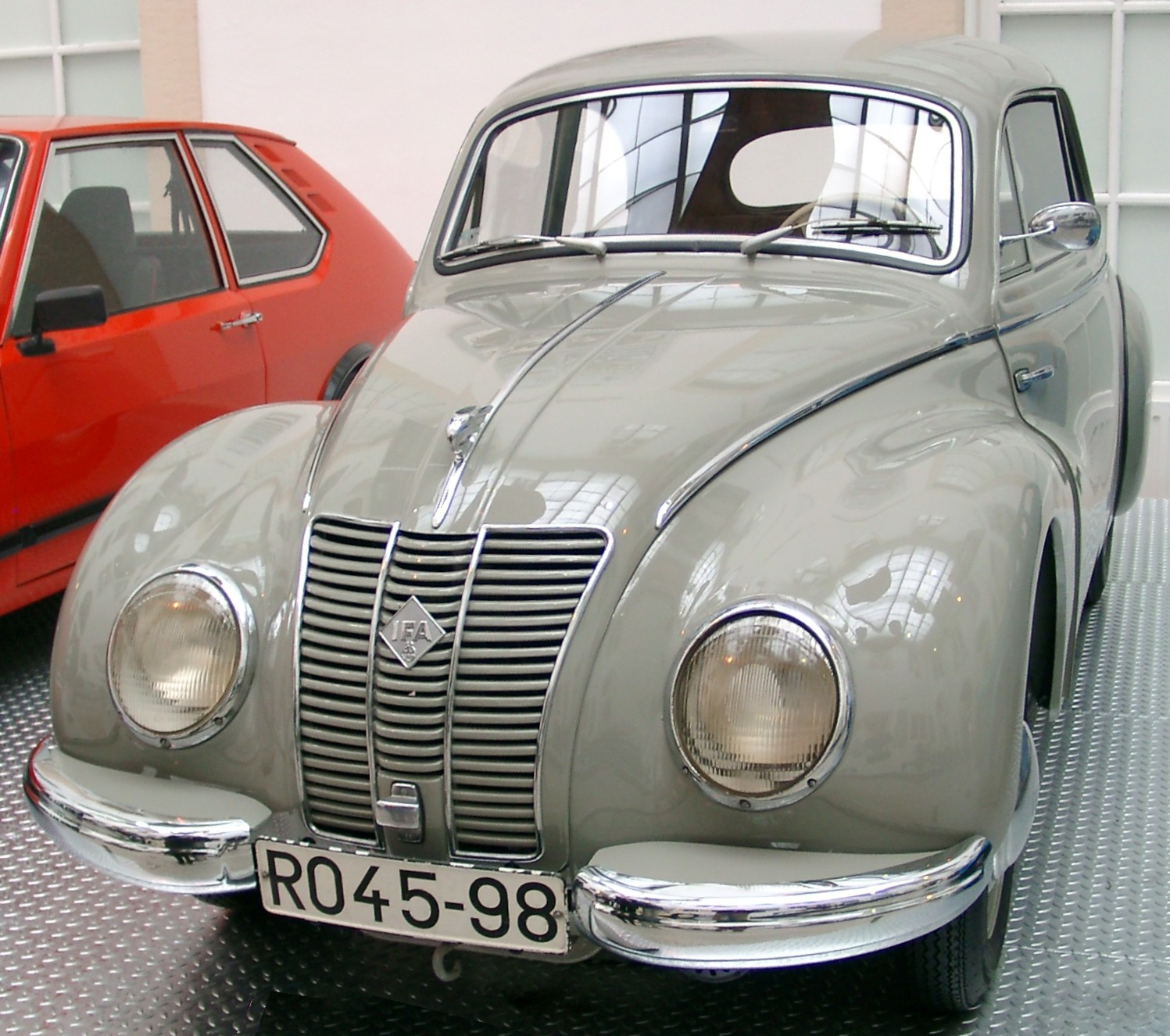
Der IFA F 9, eine Vorkriegs-entwicklung der Auto Union AG, lief in Zwickau und Eisenach vom Band

Der langfristige Produktionsplan von 1957 sah ursprünglich vor, im VEB Sachsenring das Modell Sachsenring P 240 und im AWZ das Modell Trabant P 50 herzustellen. Als die Führung der VVB-Automobilbau erkannte, dass für die Produktion in beiden Werken die Kapazität nicht ausreichend war, wurden die beiden Werke mit einem Beschluss der SED-Staats- und Parteiführung im Mai 1958 zusammengeschlossen. Die Produktion des P240 war demnach 1959 einzustellen und das Entwicklungsthema P240 abzuschließen.
Der DKW F 9 mit dem 3=6-Motor war von der Auto Union AG zwar noch für 1940 angekündigt worden, ging jedoch erst 1950 in der DDR als IFA F 9 (mit dem neuen Dreizylindermotor) und – ebenfalls 1950 – in der Bundesrepublik Deutschland als DKW „Meisterklasse“ (F 89) (mit geändertem alten Zweizylindermotor des F 8) in die Serienfertigung. Aus Sicht der neu gegründeten Auto Union GmbH handelte es sich bei der Produktion des IFA F 9 um unlauteren Wettbewerb, da er dem späteren DKW F 93 zu ähnlich sei, und auf Konstruktionsplänen der Vorkriegszeit beruhe, die sich nun in ihrem Eigentum befänden. Sie erhob deshalb 1955 Klage vor Gericht. Die Brisanz des Prozesses hielt sich jedoch in Grenzen, da der F 9 Anfang 1956 durch den Wartburg 311 abgelöst wurde. In Bezug auf die Weiterverwendung von Motor, Chassis und Ersatzteilproduktion einigten sich die Auto Union GmbH und die DDR auf einen Vergleich.
Die von DKW-Ingenieuren entwickelte und erstmals im DKW F 1 verwirklichte Anordnung des (Zweizylinder-)Frontmotors quer zur Fahrtrichtung behielt nicht nur der Trabant bei, sie ist heute beim Frontantrieb weltweit verbreitet; der geschwungene DKW-Kastenrahmen war bis zum Produktionsende Kennzeichen der F-9-Nachfolger Wartburg 311/312.

## Neubeginn in Westdeutschland

### Von der Ersatzteilversorgung zur Gründung der Auto Union GmbH

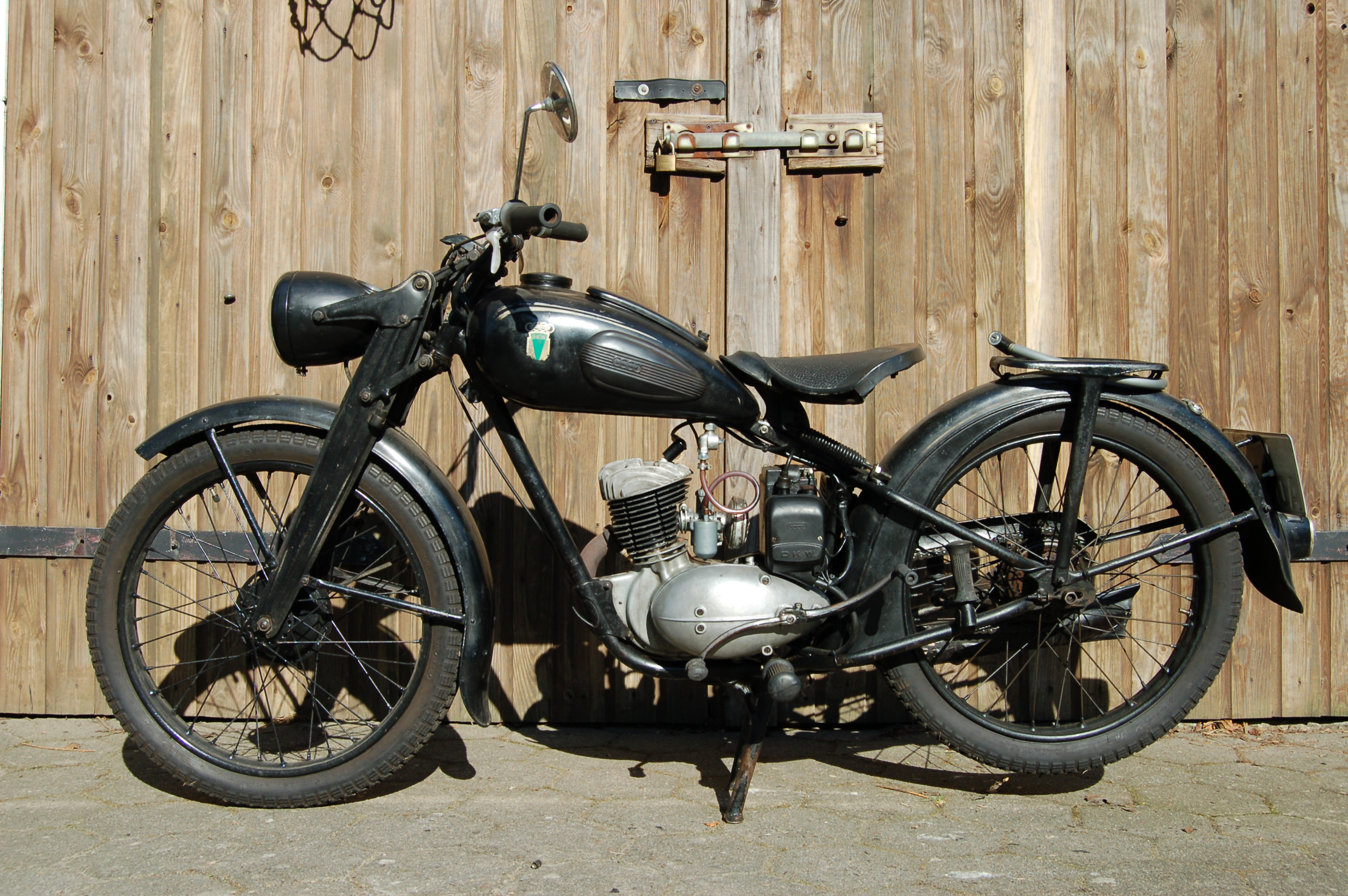
DKW RT 125 W (1950)

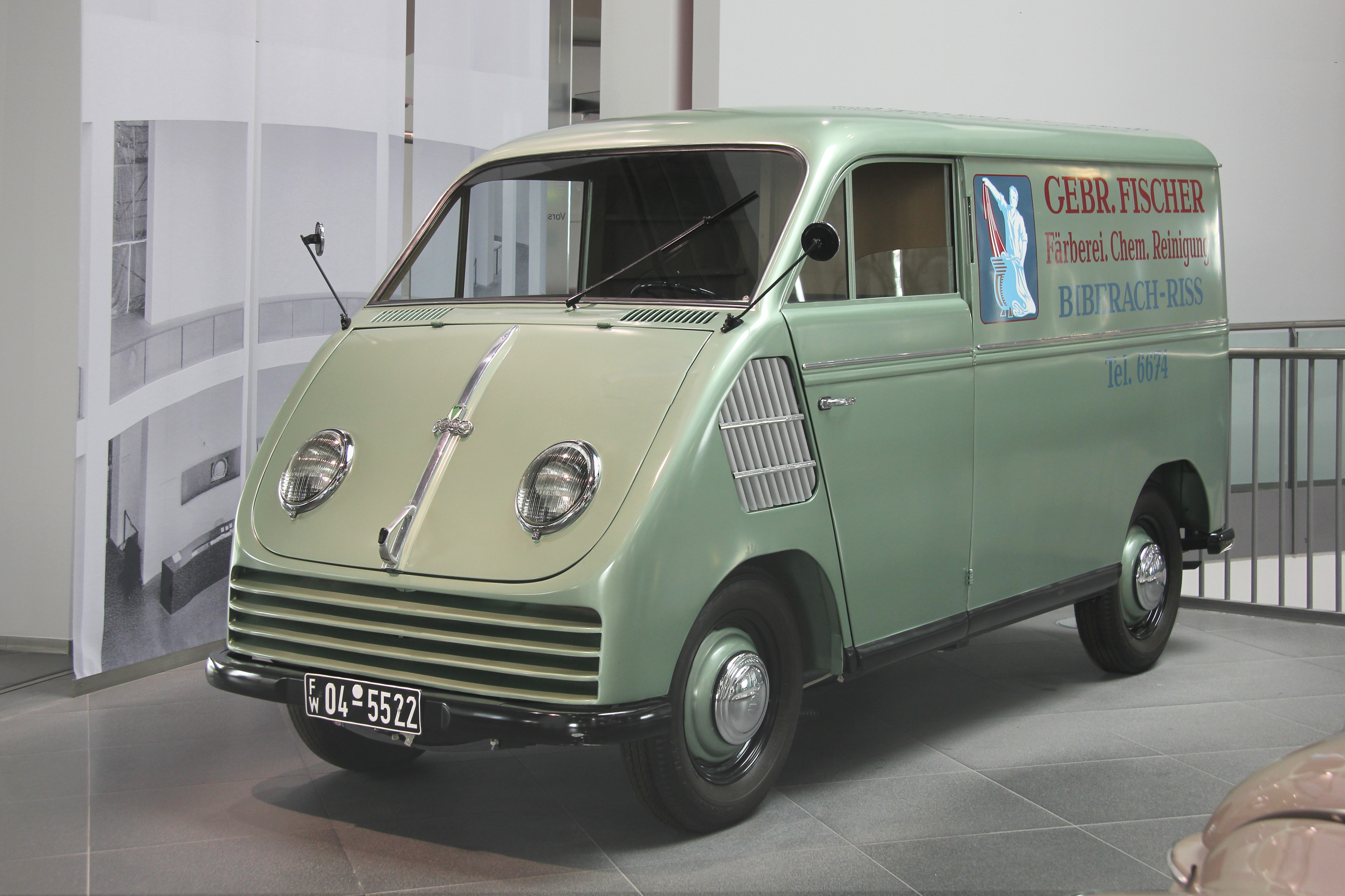
DKW-Schnellaster, erstes Auto der neu gegründeten Auto Union GmbH

Da die meisten DKW-Fahrzeuge wegen der Zweitaktmotoren von der Wehrmacht nicht requiriert worden waren, befanden sich in Westdeutschland, der späteren Trizone, bei Kriegsende noch mehr als 65.000 Reichs- und Meisterklasse-Wagen im Verkehr und auch im Ausland lief noch eine beträchtliche Anzahl dieser Fahrzeuge. Über die vier Filialen in München, Nürnberg, Hannover und Freiburg (Breisgau) war die Ersatzteilversorgung für Auto-Union-Fahrzeuge bald nicht mehr gegeben, da bis auf das Werk Berlin-Spandau alle Fabriken in der Sowjetischen Besatzungszone lagen. Zur Sicherstellung der Ersatzteilversorgung wurde daher im bayerischen Ingolstadt am 3. Dezember 1945 das Zentraldepot für Auto Union Ersatzteile GmbH gegründet – ein erster Schritt zum Neuanfang in Westdeutschland.
Damals bestand der Auto-Union-Konzern mit Sitz Chemnitz noch. Ein Gesetz der vier Besatzungsmächte sah vor, das gesamte deutsche Staatseigentum zu beschlagnahmen. Das galt auch für Unternehmen, die zu mehr als 50 % im Staatsbesitz waren. Im Zuge der Löschung der Firma aus dem Chemnitzer Handelsregister im August 1948 wurde die Sicherung der Rechte an der Marke Auto Union versäumt. Da der Konzern nun aufgelöst war, konnte Anfang September 1949 mit Krediten der Bayerischen Staatsregierung und Marshallplan-Hilfen eine neue Auto Union GmbH gegründet werden. Bereits kurz nach Kriegsende setzten sich viele Mitarbeiter aus den ehemaligen Werken in Zschopau, Zwickau und Chemnitz nach Westdeutschland ab und nahmen in Ingolstadt einen Neuaufbau in Angriff. Allen voran standen Richard Bruhn, ehemaliger Vorstandsvorsitzender der früheren Chemnitzer Auto Union AG, und sein Stellvertreter Carl Hahn sen. In Ingolstadt wurde 1949 mit dem Bau der neuen DKW-Schnellaster und des Motorradmodells DKW RT 125 W begonnen. W stand für Westen, weil im früheren DKW-Werk Zschopau nach Vorkriegsplänen auch eine RT 125 gebaut wurde. Beide Modelle begründeten einen erfolgreichen Aufbau des Unternehmens, das bald rund 14.000 Mitarbeiter beschäftigte.
1958 wurde die Motorradfertigung – aufgrund stark schwindender Verkaufszahlen durch die allgemeine Krise im Motorradbau – an die in Nürnberg unter Beteiligung von Victoria und Express neu gegründete Zweirad-Union abgegeben, wo aber nur noch geringe Stückzahlen der Modelle RT 175 VS und RT 200 VS entstanden. Hauptsächlich wurden Mopeds wie die DKW Hummel und Kleinkrafträder gebaut.

### Übernahme durch Daimler-Benz und weitere Entwicklung
Auf Drängen des Daimler-Benz-Großaktionärs Friedrich Flick übernahm im April 1958 die Daimler-Benz AG 88 % des Stammkapitals. Die beiden Auto-Union-Großanteilseigner Friedrich Flick und Ernst Göhner verkauften je 41 Prozent ihrer GmbH-Anteile an Daimler-Benz. Damals war das Unternehmen nach VW, Opel, Daimler-Benz und Ford der fünftgrößte deutsche Pkw-Hersteller. Ab Dezember 1959 war Daimler-Benz alleiniger Eigentümer. Durch Weiterverkauf ging die Auto Union GmbH 1964 in den Besitz der Volkswagenwerk AG über.
Aus der Fusion der Auto Union GmbH mit der Neckarsulmer Motorenwerke AG ging 1969 die Audi NSU Auto Union AG hervor. 1985 erfolgte mit der Verlagerung des Unternehmenssitzes von Neckarsulm nach Ingolstadt gleichzeitig die Umbenennung in Audi AG.

## Zeitleisten

### Marken & Konzern
Entstehung der Auto Union AG vor dem Zweiten Weltkrieg:
Wandel der Auto Union zur Audi AG, als Teil der Volkswagen AG:

### Modelle
Modelle der in der Auto Union AG aufgegangenen Marken:

## Automobile der Auto Union GmbH
Nach Neugründung der Auto Union GmbH in Westdeutschland fertigte man in Ingolstadt und Düsseldorf bis 1968 Automobile unter dem Namen DKW.

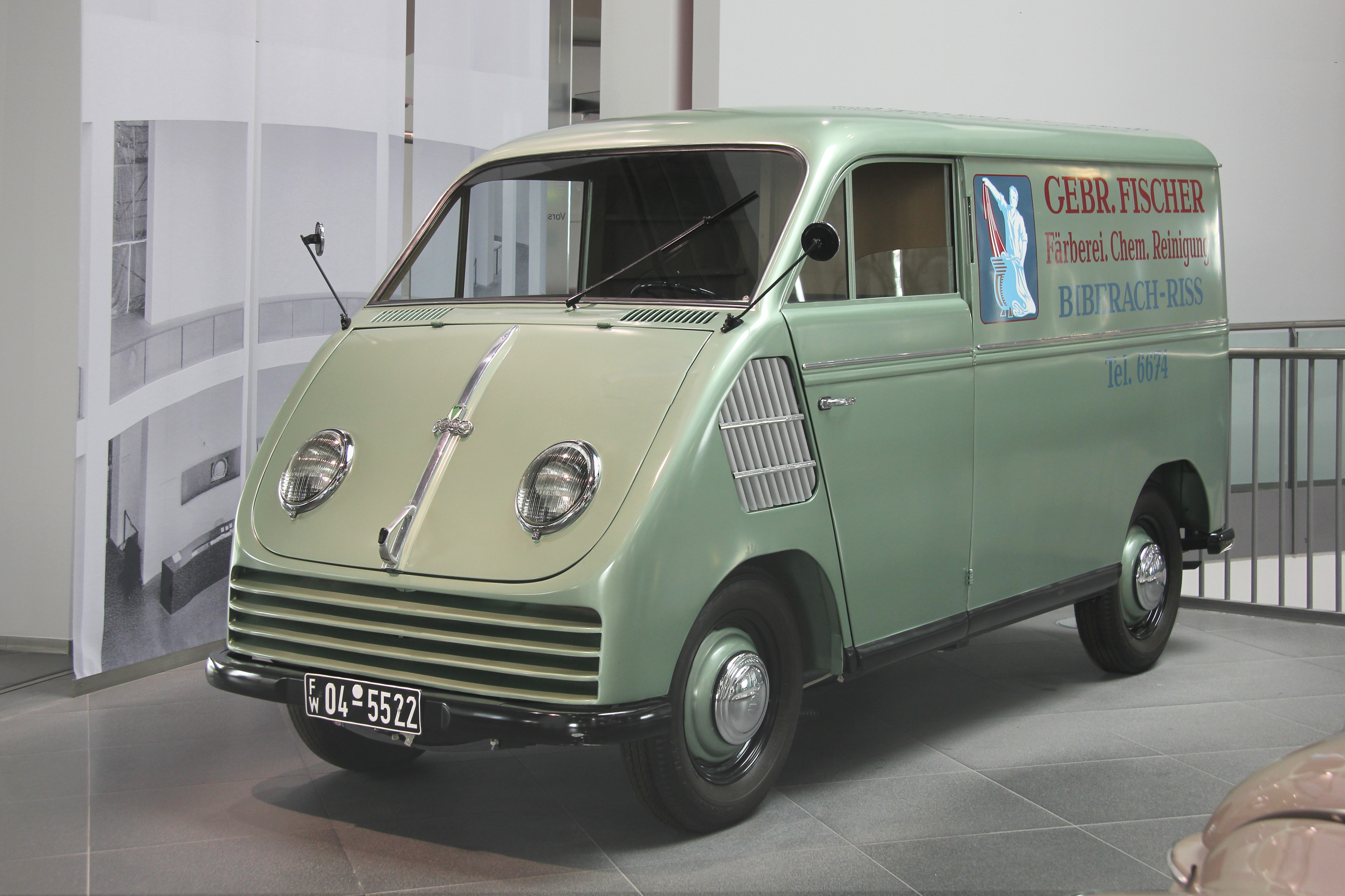
DKW-Schnellaster
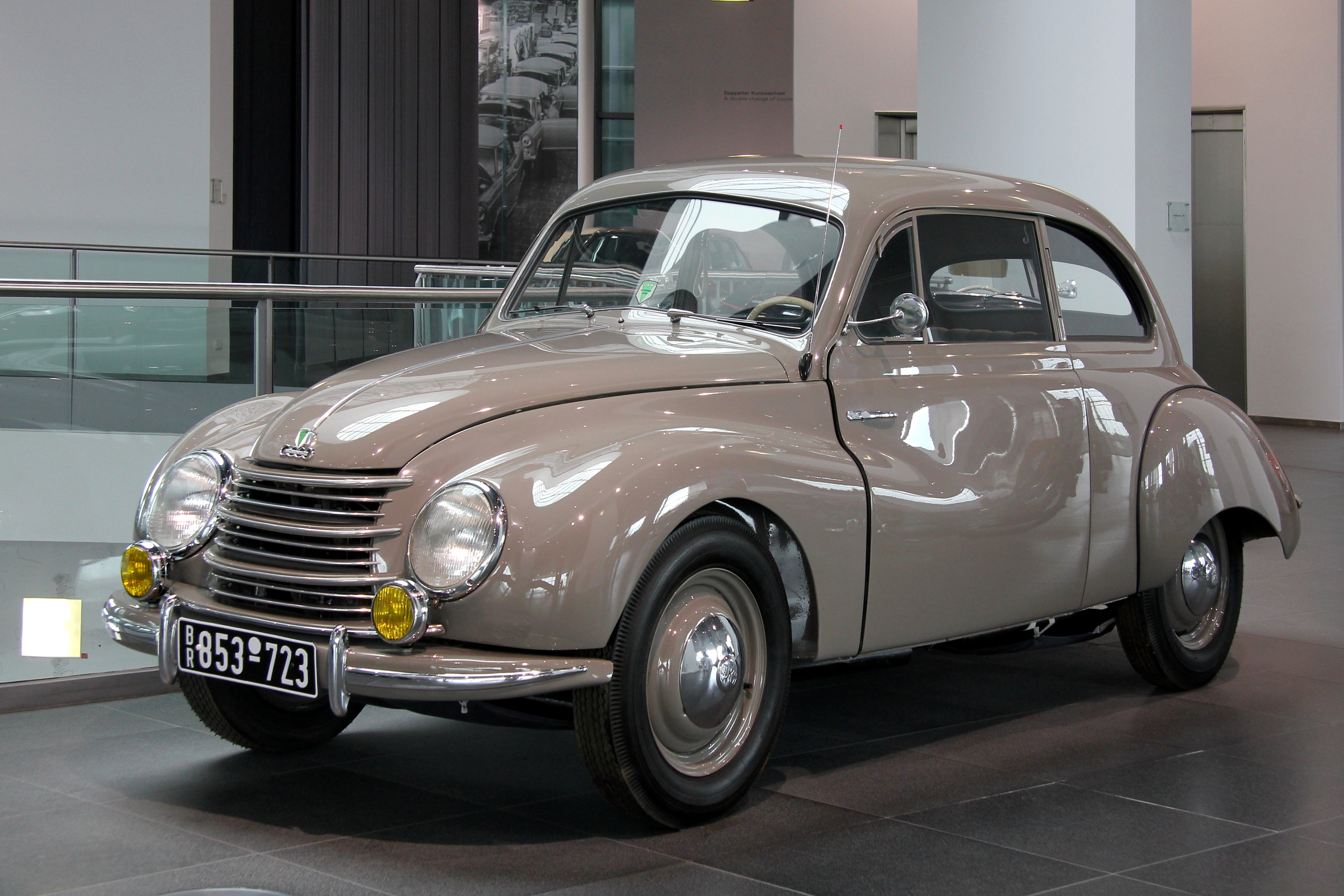
DKW Meisterklasse (F 89)
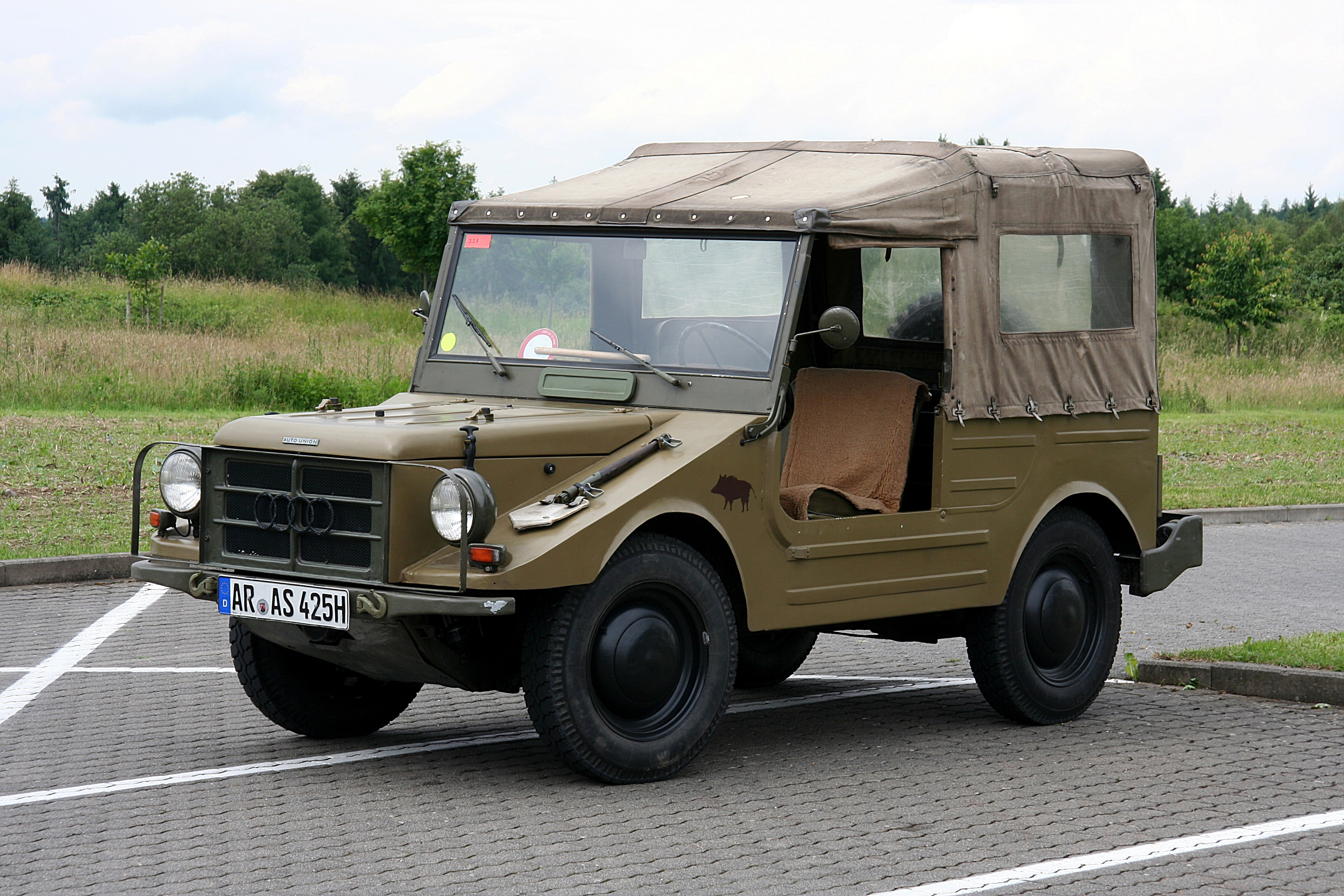
DKW Munga
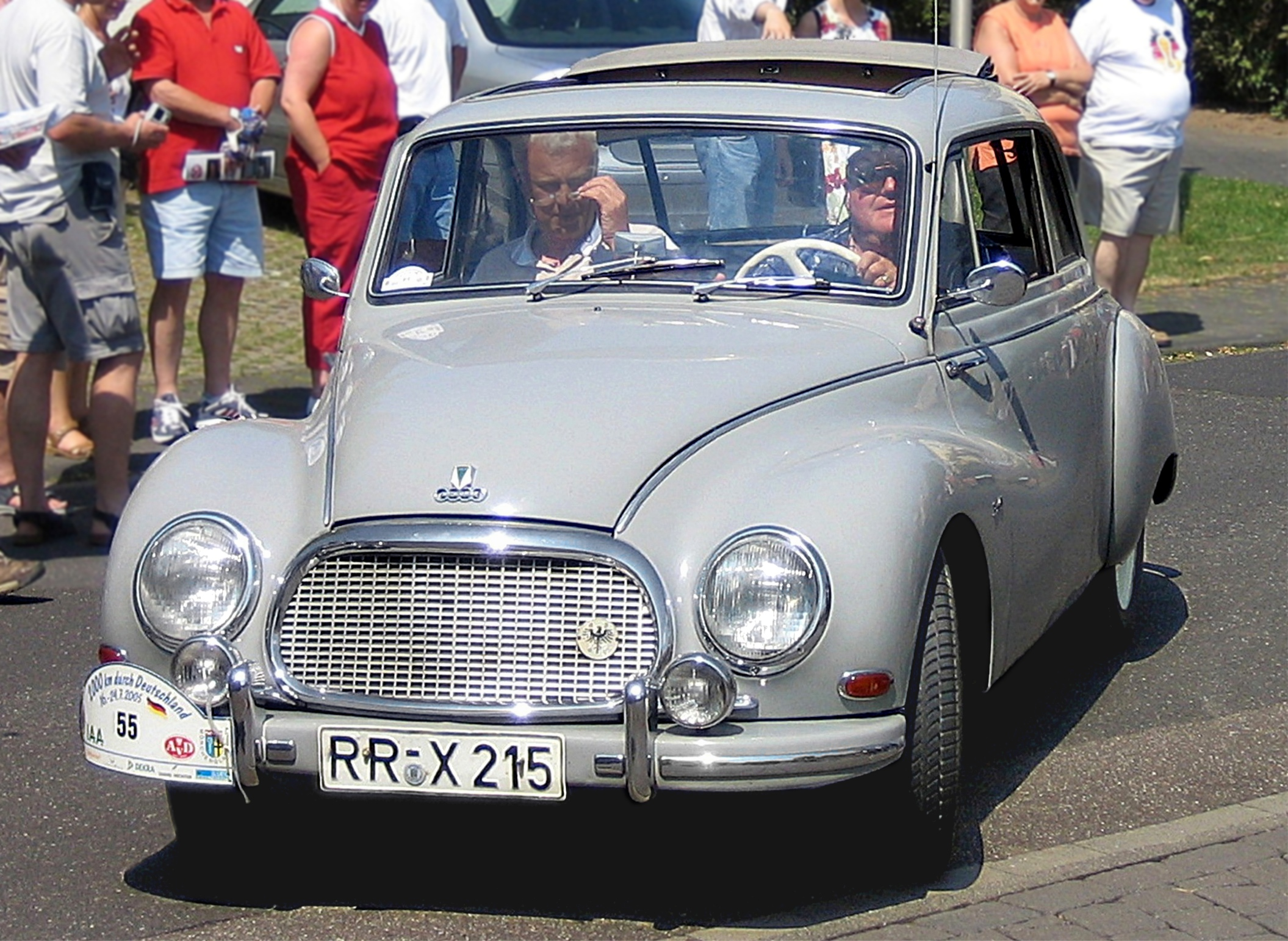
DKW „3=6“ (F 93)
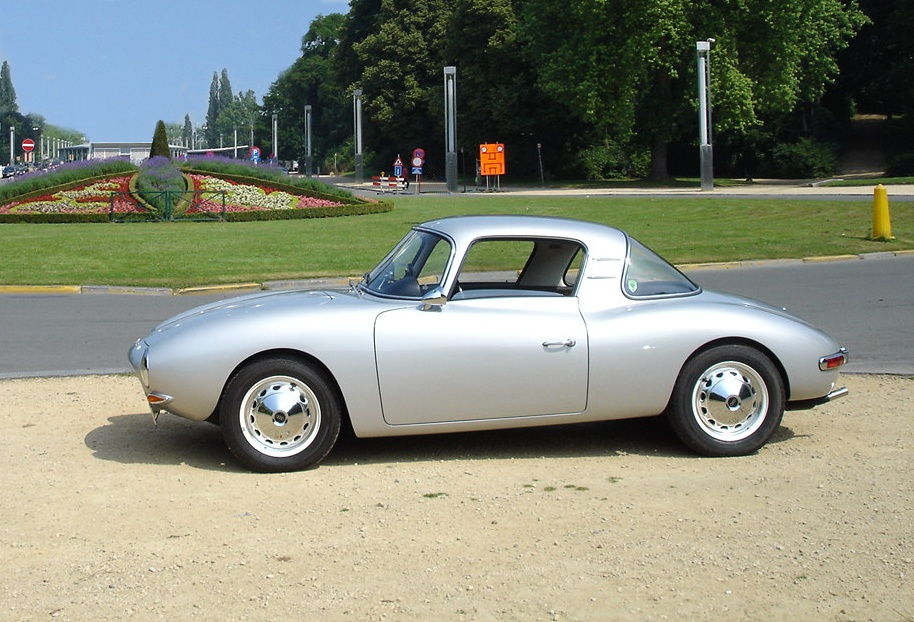
DKW Monza
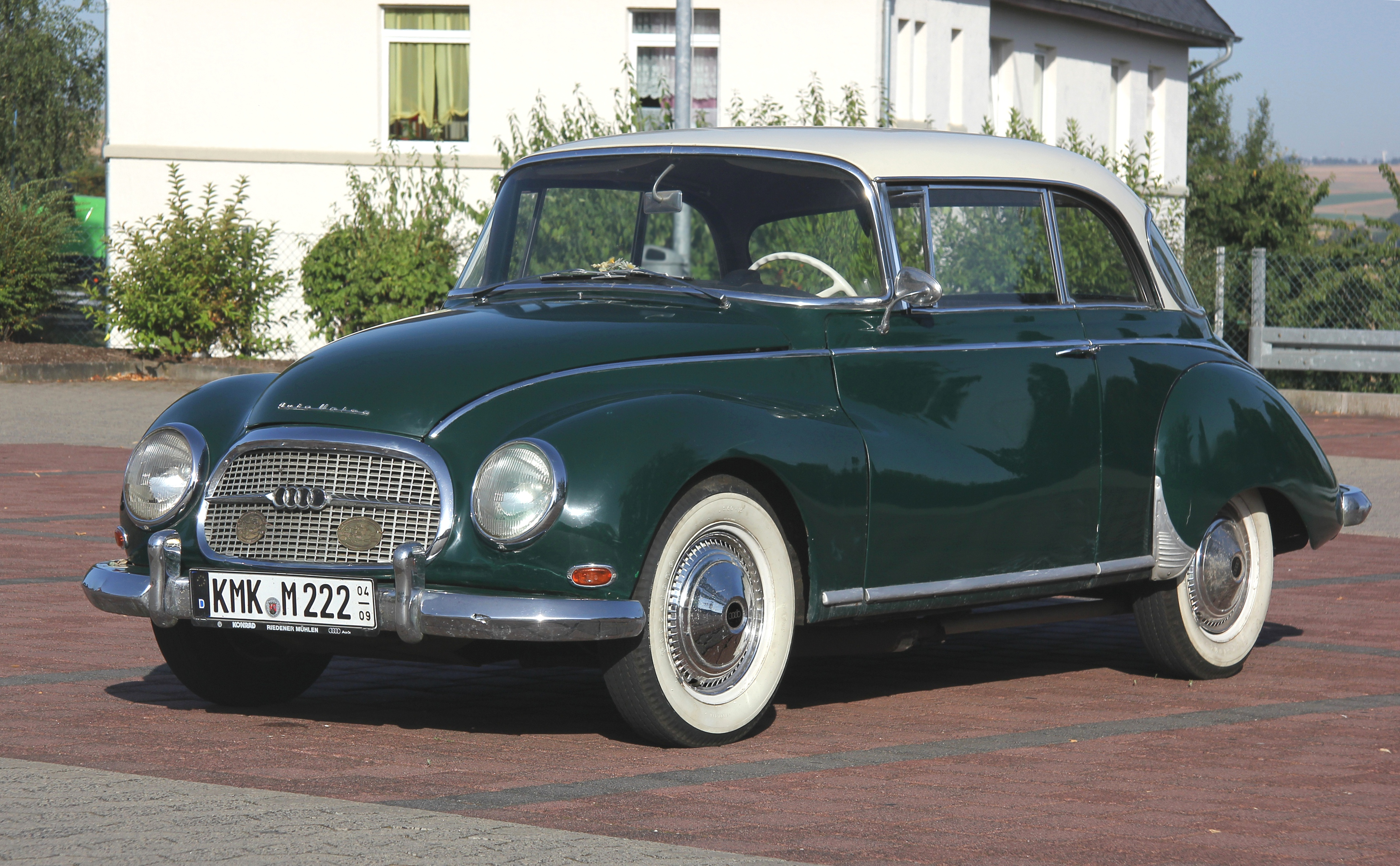
Auto Union 1000
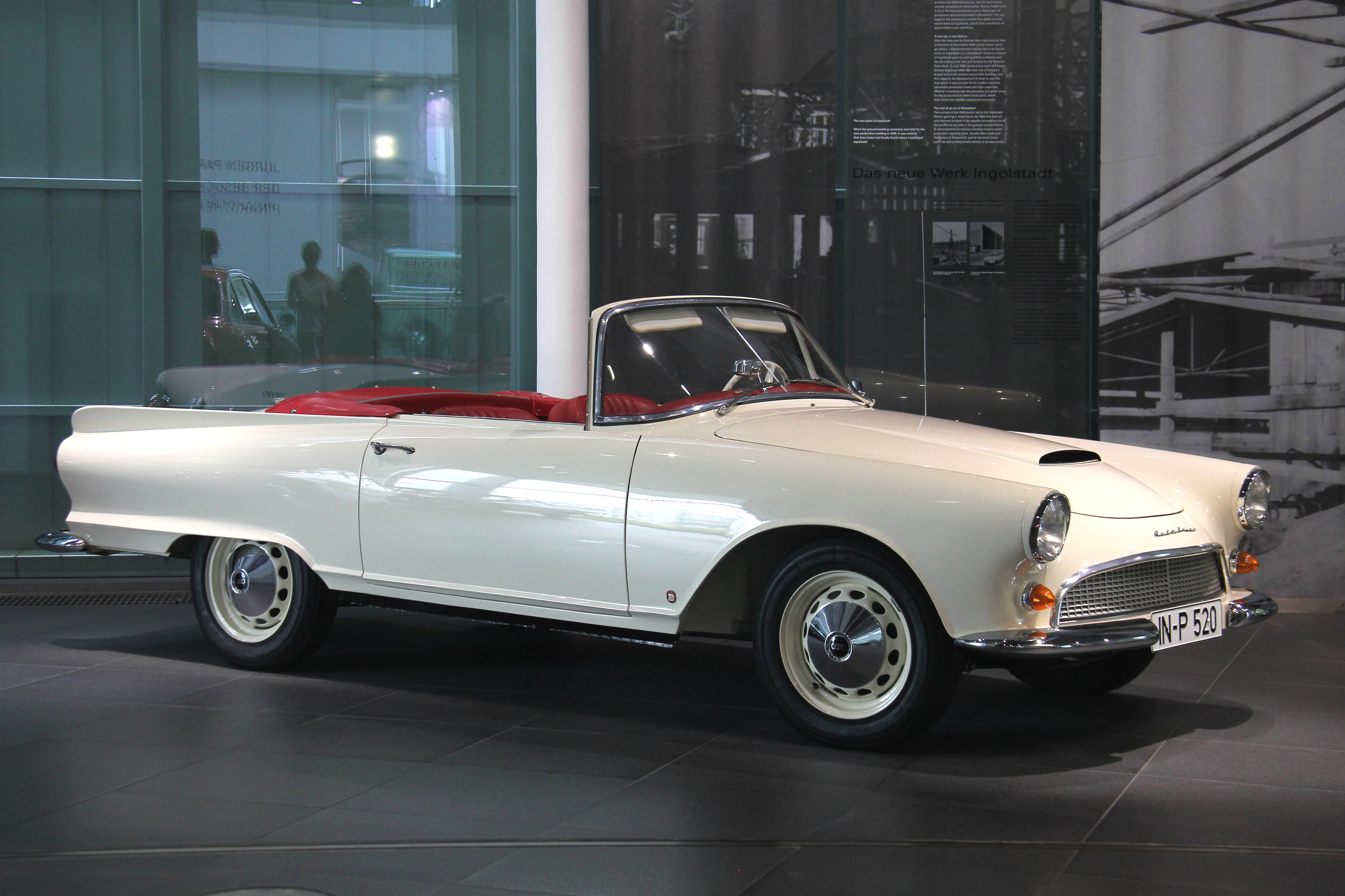
Auto Union 1000 Sp
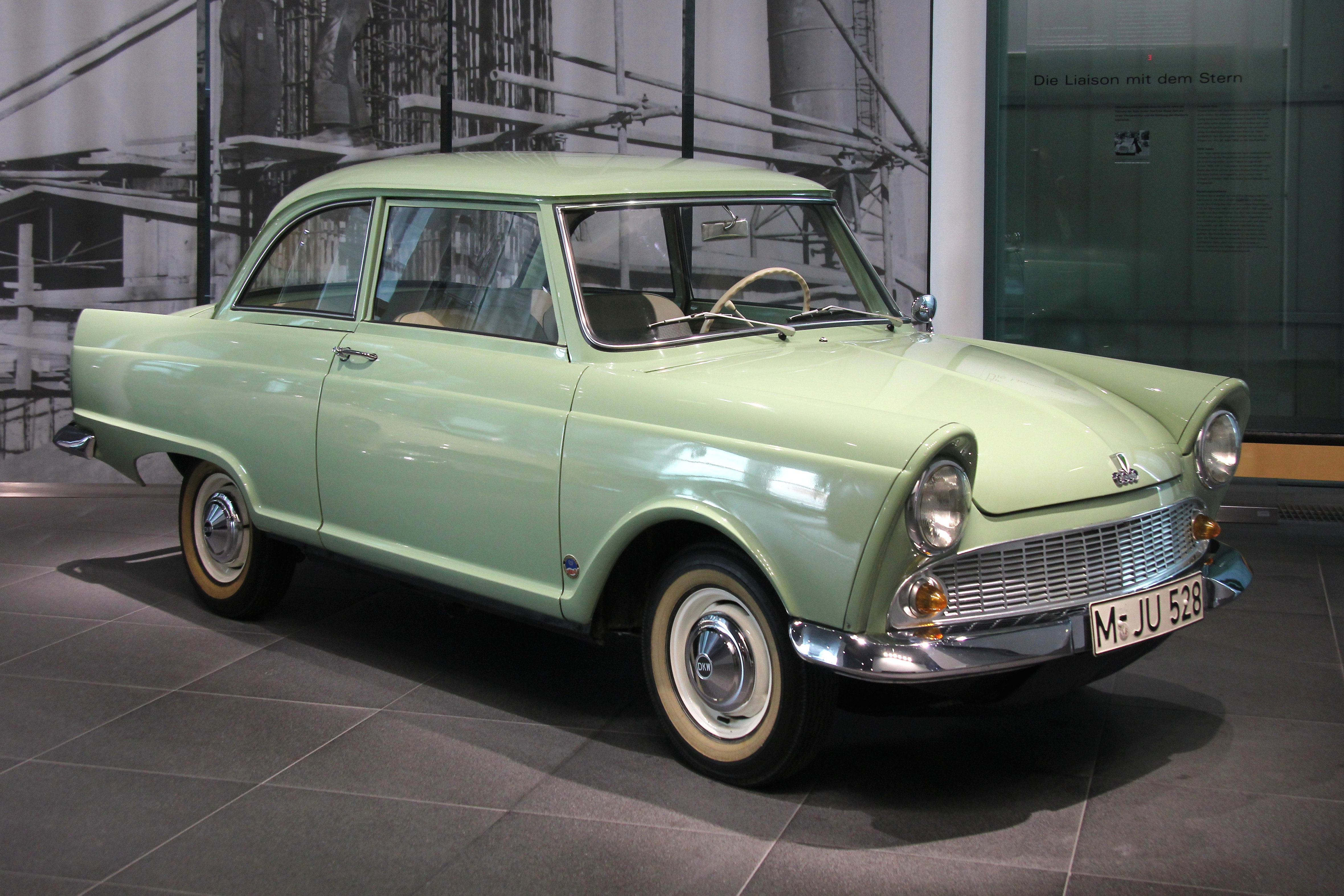
DKW Junior
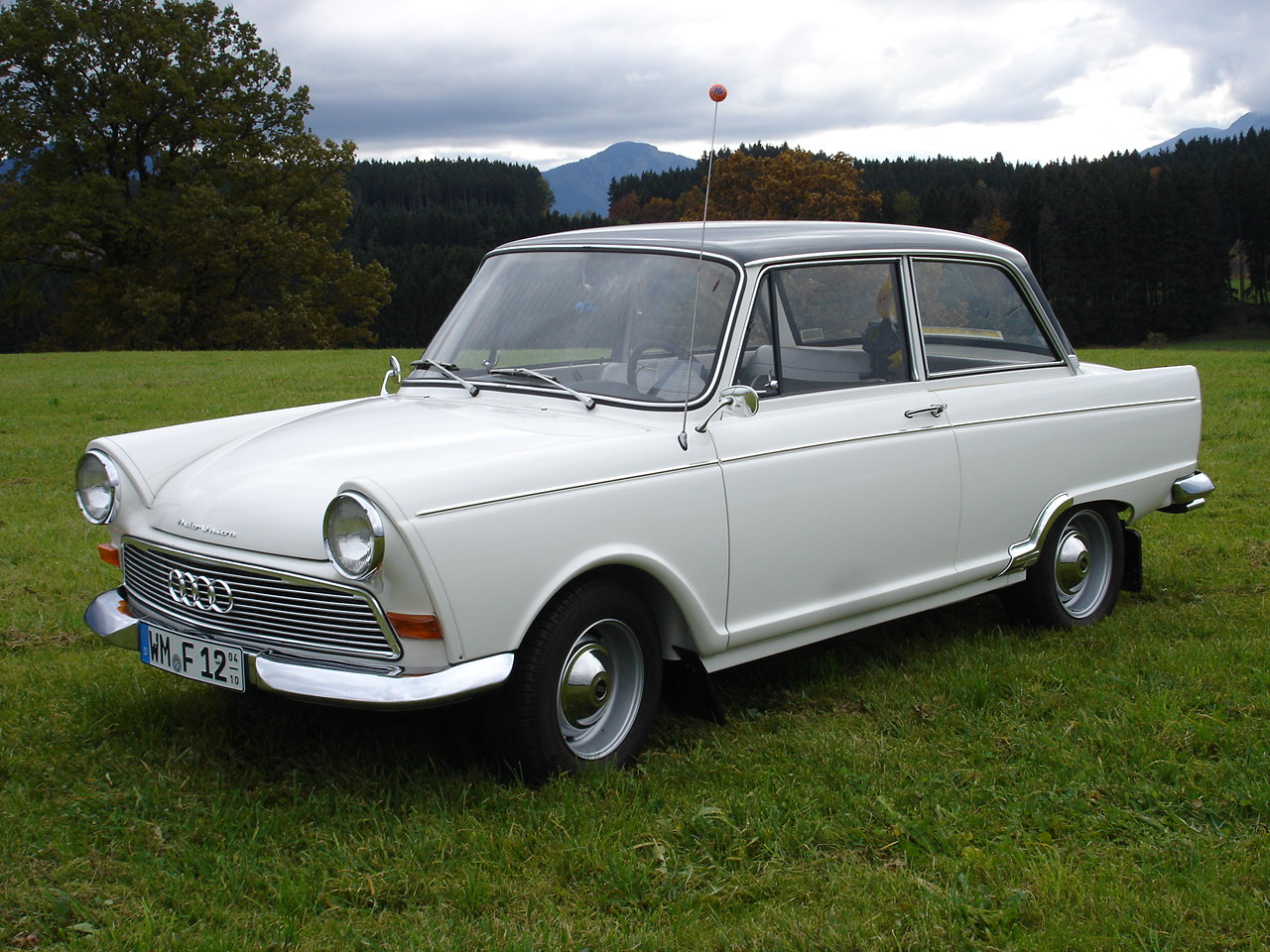
DKW F12
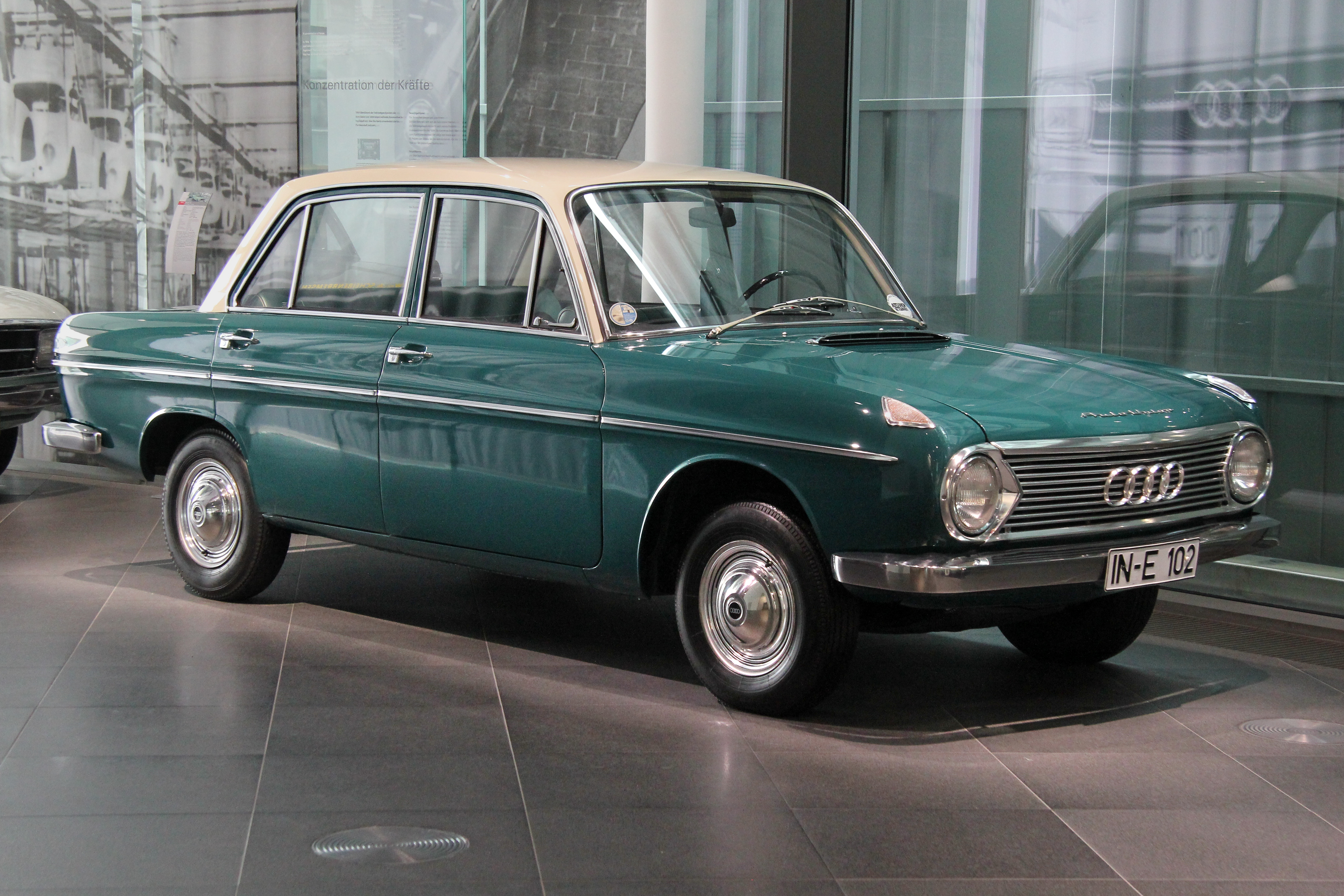
DKW F 102

## Autania
Parallel zur Ingolstädter Neugründung wurde schon 1948 nach Enteignung des Betriebsvermögens und Löschung der Firma im Handelsregister Chemnitz die alte Aktiengesellschaft durch Zusammenfassung ihrer in den Westzonen gelegenen Betriebsteile reaktiviert. Nach Verkauf der verbliebenen Namens- und Warenzeichenrechte an die Audi NSU Auto Union AG nannte sich diese Aktiengesellschaft ab 1979 Autania Verwaltungs- und Beteiligungsgesellschaft AG, Essen. Sie hat sich zu einer bedeutenden Maschinenbau-Holding mit Sitz in Kelkheim (Taunus) entwickelt.